# Квіти мінних зон
Квіти мінних зон — сингл українського рок-гурту Океан Ельзи, оприлюднений у липні 2022 року. За словами учасників гурту, пісня була написана ще декілька років тому та мала увійти до в новий альбом, що мав вийти у квітні цього року.

## Кліп
За задумом режисера Олега Томіна, у відеокліпі «Квіти мінних зон» зображено немов два різні виміри – відносно спокійне життя в тилу й активні бойові дії на фронтах війни за Свободу і Незалежність України. Втім, найголовнішим є перетин цих світів, з якого утворюється спільна реальність всіх українців. Коли є усвідомлення актуальних потреб та вимог. Коли на відстані руки – війна, на відстані руки – тил.